# La fisica di Star Trek
La fisica di Star Trek è un saggio del 1995 scritto dal fisico statunitense Lawrence M. Krauss. In questo libro di divulgazione scientifica l'autore analizza con dovizia di particolari e spiegazioni tecniche l'ipotetica tecnologia dell'universo fantascientifico delle serie televisive e dei film di Star Trek e, basandosi sulle più moderne teorie nel campo della fisica, cerca di scoprire quali delle tecnologie della Flotta Stellare sarebbero potenzialmente realizzabili o comunque ipotizzabili e quali invece sono solo frutto della fantasia degli sceneggiatori delle serie televisive.
L'autore, utilizzando tutta la documentazione ufficiale disponibile su Star Trek, analizza con dovizia di particolari tutte le tecnologie fondamentali di una nave stellare e ne sviscera il funzionamento con un linguaggio semplice e lineare. Nel libro si passa dalla descrizione del teletrasporto alla discussione di quale legge fisica possa permettere il funzionamento dei motori a curvatura (warp). Il libro si sofferma anche sugli errori commessi dalla produzione durante la realizzazione dei telefilm e spesso l'autore spiega i principi fisici che permettono o vietano il manifestarsi di un particolare fenomeno. In molti casi i creatori di Star Trek anticiparono principi fisici e tecnologie, coniando anche una terminologia appropriata.

## Edizioni
- Lawrence M. Krauss, La fisica di Star Trek, traduzione di Libero Sosio, collana La lente di Galileo, Longanesi & C., 1996,  p. 213, ISBN 88-304-1390-9.